# El cavall i l'ase
El cavall i l'ase és una faula recollida per Jean de La Fontaine d'una versió medieval originada en les faules d'Isop.

## Argument
Un ase carregava amb molt de pes al costat del seu company, un cavall orgullós. Va pregar-li que l'ajudés a portar els farcells i el cavall va negar-s'hi, dient que no li importava si moria esclafat pel pes. Poc després, l'ase efectivament va caure mort i el cavall va haver de portar no solament els farcells sinó el cadàver al seu llom.

## Anàlisi
La faula compta amb diverses variant que inclouen mules i bous en comptes de la parella protagonista. L'ensenyament, com en altres faules, és que si no s'ajuda el feble o aparentment inferior, després es rep un càstig. L'orgull era vist com un vici molt nociu pels grecs, d'aquí la quantitat de faules i obres teatrals que el posen en evidència, alertant de les conseqüències negatives de posar per davant el propi orgull a l'ajuda o pietat. L'ase és el paradigma de l'animal treballador i sacrificat a les faules clàssiques i serveix de contraposició a altres animals, d'aquí la seva presència abundant als relats.